# Racopilum mucronatum
Racopilum mucronatum là một loài rêu trong họ Racopilaceae. Loài này được (P. Beauv.) Mitt. mô tả khoa học đầu tiên năm 1863.